# كريم أباد (باسخن)
كريم أباد (بالفارسية: کریم‌آباد) هي قرية تقع في إيران في البلدة المركزية. يقدر عدد سكانها بـ 499 نسمة .